# Lac de Montcuq
Le lac de Montcuq (appelé aussi lac de Saint-Sernin) est un lac situé dans le Lot sur le territoire de la commune de Montcuq.

## Accès
Par la D4 depuis Montcuq en direction de Belmontet.

## Aménagements
Le lac est doté d'une plage de sable fin, de vastes pelouses dont une partie bien ombragée, de jeux pour les enfants, de nombreuses places de parking. Des sanitaires (toilettes et douche) et un restaurant sont ouverts pendant la saison estivale (juillet et août), période pendant laquelle la baignade est surveillée.
Ses berges sont bien adaptées pour permettre la pêche à la ligne (eaux de 2e catégorie). Un poste de pêche pour personne à mobilité réduite (poste handicapêche) a été aménagé en bord de lac avec un accès direct par véhicule motorisé.
L'entrée est libre toute l'année, payante en juillet et août pour les véhicules à moteur. 
Les chiens sont interdits sur la zone de baignade (plage et espace vert au-dessus)